# Flappy Bird
Flappy Bird је била игрица за мобилне телефоне. Креатор игрице је Nguyen Ha Dong из Ханоја (Вјетнам). Игра је први пут објављена 24. маја 2013 године за кориснике мобилних телефона са Андроид и iOS оперативним системима. Изузетно проста, али заразна игра доживела је огроман раст. У самом макрету за преузимање игра је имала више оцена него највеће светске апликације као што су Џимејл или Evernote 10. фебруара 2014. аутор је обрисао игру и више је није могуће преузети. Објавио је да игра није на продају.

## Начин игре
Птичицу скочицу је потребно провести између цеви, без могућности да их у лету закачи. Отежавајућа околност је што су отвори цеви на различитим висинама. Циљ је летети што дуже и освојити што више поена.